# Piletas (Lares)
Piletas es un barrio ubicado en el municipio de Lares en el estado libre asociado de Puerto Rico. En el Censo de 2010 tenía una población de 5671 habitantes y una densidad poblacional de 282,2 personas por km².

## Geografía
Piletas se encuentra ubicado en las coordenadas 18°20′5″N 66°52′56″O / 18.33472, -66.88222. Según la Oficina del Censo de los Estados Unidos, Piletas tiene una superficie total de 20,1 km², que corresponden a tierra firme.

## Demografía
Según el censo de 2010, había 5671 personas residiendo en Piletas. La densidad de población era de 282,2 hab./km². De los 5671 habitantes, Piletas estaba compuesto por el 89,08% blancos, el 4,36% eran afroamericanos, el 0,3% eran amerindios, el 0,23% eran asiáticos, el 3,4% eran de otras razas y el 2,63% pertenecían a dos o más razas. Del total de la población el 98,45% eran hispanos o latinos de cualquier raza.